# David Starbrook
David Collin Starbrook, né le 9 août 1945 à Croydon (Angleterre), est un judoka britannique. 
Il est médaillé d'argent aux Jeux olympiques d'été de 1972 et médaillé de bronze  aux Jeux olympiques d'été de 1976 en catégorie des moins de 93 kg.

## Palmarès
| Année | Compétition           | Lieu         | Résultat | Catégorie      |
| ----- | --------------------- | ------------ | -------- | -------------- |
| 1971  | Championnats du monde | Ludwigshafen | 3e       | Moins de 80 kg |
| 1972  | Jeux olympiques       | Munich       | 2e       | Moins de 93 kg |
| 1973  | Championnats d'Europe | Madrid       | 2e       | Moins de 93 kg |
| 1973  | Championnats du monde | Lausanne     | 3e       | Moins de 93 kg |
| 1974  | Championnats d'Europe | Londres      | 3e       | Moins de 93 kg |
| 1975  | Championnats d'Europe | Lyon         | 3e       | Moins de 93 kg |
| 1976  | Jeux olympiques       | Montréal     | 3e       | Moins de 93 kg |